# Chrysocharis zizyphi
Chrysocharis zizyphi är en stekelart som beskrevs av Christer Hansson 1985. Chrysocharis zizyphi ingår i släktet Chrysocharis och familjen finglanssteklar.
Artens utbredningsområde är Pakistan. Inga underarter finns listade i Catalogue of Life.